# Melaloncha hirticauda
Melaloncha hirticauda är en tvåvingeart som beskrevs av Borgmeier 1934. Melaloncha hirticauda ingår i släktet Melaloncha och familjen puckelflugor. Inga underarter finns listade i Catalogue of Life.